# محمد شهاب‌الدین چوپو
محمد شهاب‌الدین چوپو (زاده ۱۰ دسامبر ۱۹۴۹)حقوقدان، کارمند دولتی و سیاستمدار بنگلادشی است که از ۲۰۲۳، شانزدهمین رئیس‌جمهور بنگلادش است. او بدون مخالفت در انتخابات ریاست‌جمهوری ۲۰۲۳ در نامزدی حزب حاکم لیگ عوامی انتخاب شد. او قبل از ریاست‌جمهوری، از سال ۲۰۱۱ تا ۲۰۱۶، به‌عنوان قاضی منطقه و جلسات و کمیسر کمیسیون مبارزه با فساد خدمت می‌کرد.